# Rabrovac
Rabrovac es una población rural de la municipalidad de Mladenovac, en el distrito de Belgrado, Serbia.

## Superficie
Posee una superficie de 15,77 kilómetros cuadrados.

## Demografía
Hasta 2011 la población era de 1243 habitantes, con una densidad de población de 78,84 habitantes por kilómetro cuadrado.